# Carnoustie
Carnoustie es una localidad situada en el concejo de Angus, en Escocia (Reino Unido), con una población estimada a mediados de 2016 de 11 360 habitantes.
Se encuentra ubicada al este de Escocia, cerca de la costa del mar del Norte y de la ciudad de Forfar —la capital del concejo— y al norte de Dundee.